# Маклинтък!
„Маклинтък!“ (на английски: McLintock!) е американски уестърн комедия от 1963 година на режисьора Андрю Маклаглън.

## Сюжет
Джордж Уошингтън Маклинтък е най-големият скотовъд в окръга, притежава множество стада и пасища, името му е дадено и на градчето в което живее. Като човек с власт, той трябва да разрешава възникналите проблеми. Един ден се появяват нови заселници земеделци, които не са наясно с всички трудности на земеделието в тази безводна земя. В този момент правителството ще провокира индианците. Маклинтък трябва да се справя с всичко. Една хубава сутрин той има още един проблем - съпругата му Катрин се появява в града след двегодишно отсъствие с намерение да се разведе и да заведе дъщеря им на Изток. Катрин се стреми да води светски начин на живот и не издържа на грубия си съпруг и примитивните вкусове на Дивия Запад. Маклинтък обаче няма намерение да се отказва толкова лесно и ще се опита да укроти упоритата си съпруга.

## В ролите
| Актьор         | Роля                       |
| -------------- | -------------------------- |
| Джон Уейн      | Джордж Уошингтън Маклинтък |
| Морийн О'Хара  | Катрин Маклинтък           |
| Патрик Уейн    | Девлин (Дев) Уорън         |
| Стефани Пауърс | Ребека Маклинтък           |
| Ивон Де Карло  | Луиза Уорън                |
| Джак Кръшен    | Джейк Бирнбаум             |
| Чил Уилс       | Драго                      |
| Джери Ван Дайк | Мат Дъглас младши          |
| Стродър Мартин | Агард                      |